# All the Aces
All the Aces è una raccolta dei Motörhead uscita nel 1993 che raccoglie i successi della band compresi nel periodo 1977-1986.
Il disco è stato riedito nel 1999 con un disco bonus che comprende otto brani dal vivo del progetto Muggers (con Eddie Clarke e Phil Taylor).

## Tracce

### Disco 1
1. Ace of Spades – 2:45
2. Killed by Death – 4:37
3. Motörhead (live) – 4:45
4. Iron Fist – 2:50
5. Orgasmatron – 5:20
6. Love Me like a Reptile – 3:20
7. (We Are) The Road Crew – 3:09
8. Bomber – 3:38
9. The Chase Is Better than the Catch – 4:15
10. Louie Louie – 2:44
11. No Class – 2:38
12. Deaf Forever – 4:25
13. Over the Top – 3:18
14. Overkill – 5:10
15. Ace of Spades (CCN Remix) – 3:23

### Disco 2: The Muggers Tape
1. White Lightning – 5:33
2. Space Chaser – 4:43
3. Somethin' Else – 5:48
4. Would If You Could – 5:07
5. (Just A) Nightmare – 5:55
6. Cinammon Girl – 3:55
7. Summertime Blues – 5:15
8. Killer, Killer – 4:38

## Formazione
- Lemmy Kilmister - basso, voce
- "Fast" Eddie Clarke - chitarra
- Phil "Philty Animal" Taylor - batteria
- Phil Campbell - chitarra
- Würzel - chitarra
- Pete Gill - batteria